# Amendeuix-Oneix
Amendeuix-Oneix (baskisch Amendüze-Unaso) ist eine französische Gemeinde mit 466 Einwohnern (Stand 1. Januar 2022) im Département Pyrénées-Atlantiques in der Region Nouvelle-Aquitaine. Die Gemeinde gehört zum Arrondissement Bayonne und zum Kanton Pays de Bidache, Amikuze et Ostibarre (bis 2015: Kanton Saint-Palais).
Die Bewohner werden Amendeuixais genannt.

## Geographie
Amendeuix-Oneix liegt etwa 50 Kilometer südöstlich von Bayonne im französischen Teil des Baskenlandes. Es ist Teil des sogenannten Pays de Mixe, einem Hochtal der Bidouze in der historischen Region Nieder-Navarra.
Umgeben wird Amendeuix-Oneix von den Nachbargemeinden:
- Gabat und Labets-Biscay im Norden,
- Aïcirits-Camou-Suhast im Osten,
- Saint-Palais im Süden,
- Beyrie-sur-Joyeuse im Südwesten sowie
- Garris und Labets-Biscay im Westen.

Amendeuix-Oneix liegt im Einzugsgebiet des Flusses Adour und wird durchquert von der Bidouze und ihren Zuflüssen, der Joyeuse, welche einen Großteil der östlichen Gemeindegrenze markiert, und u. a. den Bächen salarteko erreka, algeiruko erreka und zubiaga erreka.

## Geschichte
Amendeuix und Oneix sind zwei ehemalige Pfarrgemeinden, deren Namen ab 1150 in Urkunden erscheinen. Ein Ortsteil von Amendeuix, Iriberry, weist Merkmale einer Bastide auf und könnte aus dem 13. Jahrhundert stammen.
Die beiden Dörfer schlossen sich am 27. August 1846 zusammen.

### Wappen

Wappen von Amendeuix-Oneix

Das Wappen ist in vier Feldern unterteilt und lässt sich nach Guy Ascarat, Heraldiker und Historiker, folgendermaßen interpretieren: 
Das Wappen ist zusammengesetzt aus den Wappen der Adelshäuser la Salle de Oneix (links oben und rechts unten) und la Salle de Amendeuix (rechts oben und links unten).
Die Eiche erinnert an Stärke und Unsterblichkeit durch ihre wiederkehrende Neubildung. Das Wildschwein zeichnet sich durch Mut und Wildheit aus. Aber erst die Kombination dieser Symbole bildet eine Allegorie der Liebe zum Land. Der Wald und das Tier sind untrennbar verbunden und erzählen vom Landleben im Ancien Régime. Man bediente sich des Holzes zum Heizen, zum Bau von Häusern und Brücken, zum Versorgen der Schmiede. Die Schweine hatten Auslauf im Wald, Eichel und Kastanien wurden dort geerntet.
Eine blaue Welle erinnert gewöhnlich an einen Fluss oder an das Meer, was hier nicht der Fall ist, und so entzieht sich die Symbolik einer Erläuterung.

### Einwohnerentwicklung
| Jahr      | 1968 | 1975 | 1982 | 1990 | 1999 | 2008 | 2013 |
| --------- | ---- | ---- | ---- | ---- | ---- | ---- | ---- |
| Einwohner | 289  | 329  | 327  | 381  | 367  | 417  | 435  |

Ab 1962 offizielle Zahlen ohne Einwohner mit Zweitwohnsitz

## Sehenswürdigkeiten

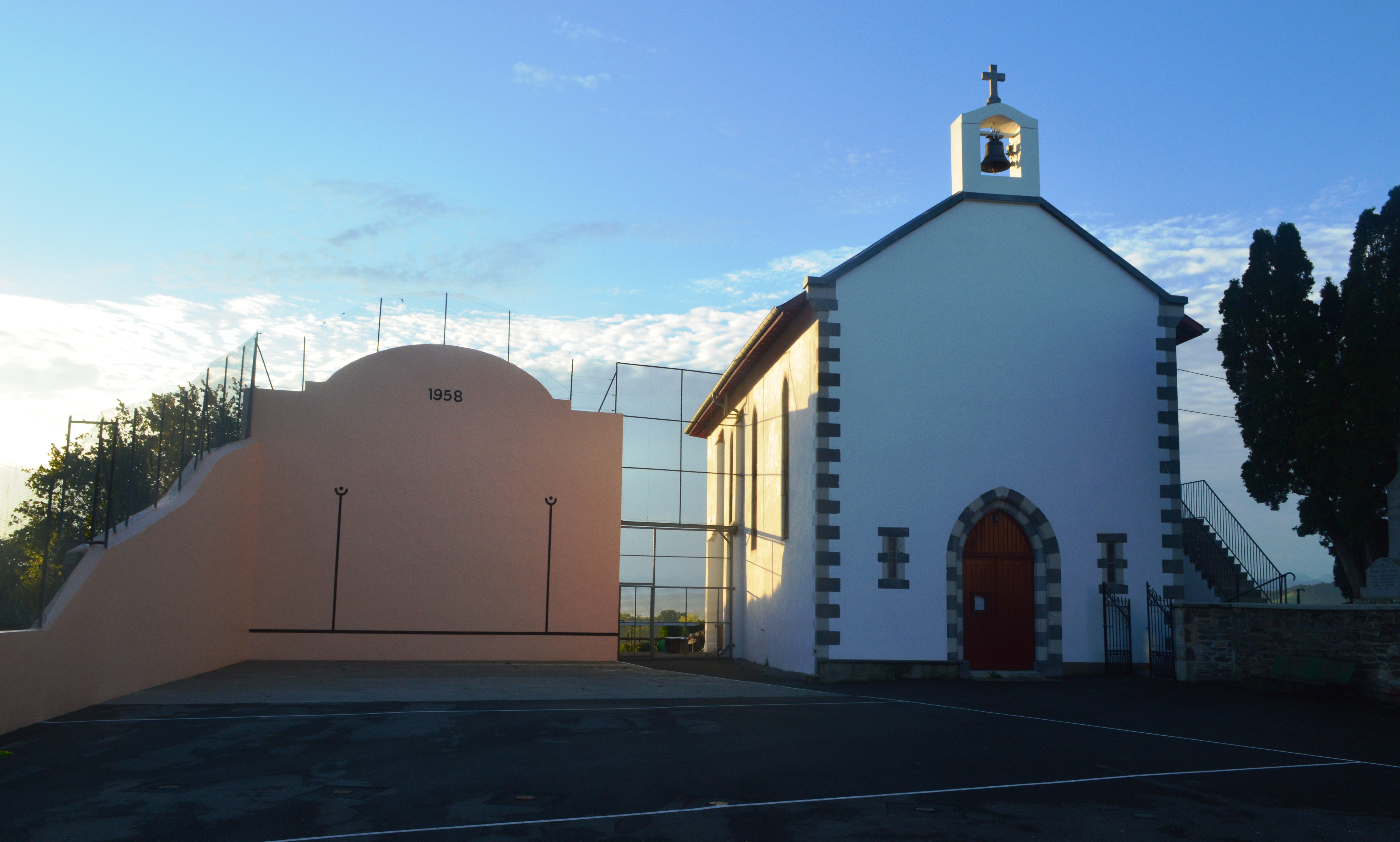
Kirche Saint-Jean-Baptiste von Amendeuix mit Frontón

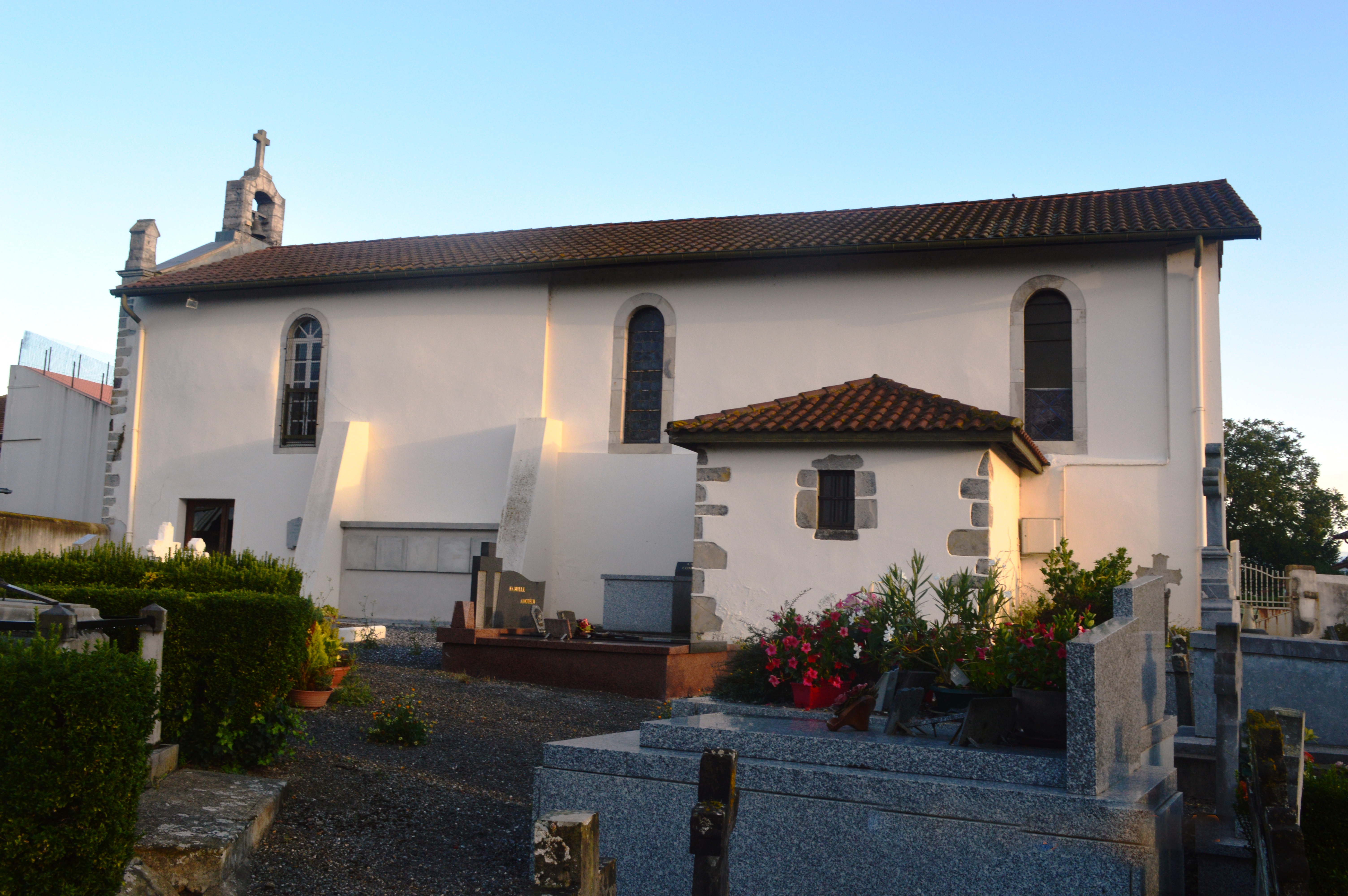
Kirche Saint-Pierre von Oneix

- Kirche von Amendeuix, gewidmet Johannes dem Täufer. Wie viele andere sakrale Gebäude der Region war die Kirche nach der Französischen Revolution in einem schlechten Zustand. Ein Wiederaufbau erschien unabdingbar und fand zwischen 1865 und 1872 statt. Jedoch erwies sich der Neubau als zu instabil, so dass die Kirche für die Öffentlichkeit geschlossen blieb. 1903 wurde sie schließlich erneut abgerissen und wiederaufgebaut. Die Bleiglasfenster wurden 1904 vom Bordelaiser Glasmaler Gustave Pierre Dagrant ausgeführt.[8]
- Kirche von Oneix, gewidmet dem Apostel Simon Petrus. Obwohl die Kirchengemeinde von Oneix mindestens seit dem 13. Jahrhundert besteht, ist die Kirche doch weit jüngeren Ursprungs. Die ältesten Elemente des heutigen Baus stammen vom Vorabend der Französischen Revolution, wie die Gravur der Jahreszahl 1787 über dem Haupteingang beweist. Zu Beginn des 20. Jahrhunderts wurde es notwendig, das zerfallende Dach und den Glockenturm zu ersetzen. Bei den Arbeiten im Jahre 1903 wurden gleichzeitig neue Glasfenster durch den Toulouser Glasmaler Amédée Bergès eingesetzt.[9]
- Wassermühle Amenduzoko Eihera. Die Bestimmung des Baujahrs der Mühle von Amendeuix gestaltet sich schwierig. Obwohl oberhalb der Tür der Mühle ein Vermerk auf das Jahr 1715 zu erkennen ist, nimmt man an, dass es sich um das Jahr einer Erweiterung handelt und dass die ursprüngliche Errichtung bereits vor 1660 datiert werden kann.[10]

## Wirtschaft und Infrastruktur
Die Wirtschaft wird hauptsächlich von Viehzucht, Ackerbau, Handwerk und Handel bestimmt.
Amendeuix-Oneix liegt in den Zonen AOC des Ossau-Iraty, ein traditionell hergestellter Schnittkäse aus Schafmilch, sowie der Schweinerasse und des Schinkens „Kintoa“.

### Verkehr
Amendeuix-Oneix ist angeschlossen an die Routes départementales 11, 124 und 511.